# 那賀町
那賀町（日语：／ Naka chō */?）是位於日本德島縣南部的町，也是縣內面積第二大的行政區劃，其面積約佔縣內17%的總面積。境內約90%以上的面積被森林覆蓋 ，那賀川及坂州木頭川在町内的中心位置匯流，並往東流經城鎮中心。境內的大釜瀑布與高瀨峽谷皆位於劍山國定公園的範圍內，其中大釜瀑布於1990年4月入選為日本瀑布百選。舊木澤村地區擁有100多個瀑布，被稱為「日本第一的瀑布王國」。當地以生產木頭柚子與萬年青而聞名。
2006年11月3日，那賀町成為德島縣南部第一個景觀行政機構，也是繼上勝町、三好市之後縣內第三個景觀行政機構。

## 地理
那賀町西北部為四國山地，南邊為海部山地，周邊被海拔1000公尺以上的群山包圍，那賀川則將境內的山地分為北部與南部山區，兩邊的山區起伏都相當大。根據統計，2009年至2018年那賀町的年均溫為13.5℃，年均降雨量則為3500毫米。

## 歷史

### 年表
- 1889年10月1日：實施町村制，現在的轄區在當時分屬：
  - 那賀郡：鷲敷村、相生村、日野谷村、延野村、坂州木頭村、澤谷村、宮濱村。
  - 海部郡：下木頭村、中木頭村、上木頭村、奧木頭村。
- 1907年7月20日：鷲敷村改制為鷲敷町。
- 1929年7月1日：下木頭村被併入宮濱村。
- 1943年11月1日：坂州木頭村改名為坂州村。
- 1951年1月1日：上木頭村、中木頭村、奧木頭村改隸屬那賀郡，同時中木頭村改名為平谷村，奧木頭村改名為木頭村。
- 1955年4月10日：澤谷村和坂州村合併為木澤村。
- 1956年9月30日：相生村、日野谷村、延野村合併為相生町。
- 1957年1月1日：
  - 宮濱村、平谷村和上木頭村的部份地區合併為上那賀町。
  - 上木頭村的其餘地區與木頭村合併為新設置的木頭村。
- 2005年3月1日：鷲敷町、相生町、上那賀町、木頭村、木澤村合併為那賀町。[3]

### 變遷表
| 1889年10月1日       | 1889年 - 1926年      | 1926年 - 1954年            | 1955年 - 1989年       | 1989年 - 現在       | 現在                |
| ------------------- | -------------------- | -------------------------- | --------------------- | ------------------- | ------------------- |
| 鷲敷村              | 1907年7月20日 鷲敷町 | 1907年7月20日 鷲敷町       | 1907年7月20日 鷲敷町  | 2005年3月1日 那賀町 | 2005年3月1日 那賀町 |
| 相生村              | 相生村               | 相生村                     | 1956年9月30日 相生町  | 2005年3月1日 那賀町 | 2005年3月1日 那賀町 |
| 日野谷村            |                      |                            | 1956年9月30日 相生町  | 2005年3月1日 那賀町 | 2005年3月1日 那賀町 |
| 延野村              |                      |                            | 1956年9月30日 相生町  | 2005年3月1日 那賀町 | 2005年3月1日 那賀町 |
| 坂州木頭村          | 坂州木頭村           | 1943年11月1日 改名為坂州村 | 1955年4月10日 木澤村  | 2005年3月1日 那賀町 | 2005年3月1日 那賀町 |
| 澤谷村              |                      |                            | 1955年4月10日 木澤村  | 2005年3月1日 那賀町 | 2005年3月1日 那賀町 |
| 宮濱村              | 宮濱村               | 宮濱村                     | 1957年1月1日 上那賀町 | 2005年3月1日 那賀町 | 2005年3月1日 那賀町 |
| 下木頭村            | 下木頭村             | 1929年7月1日 併入宮濱村    | 1957年1月1日 上那賀町 | 2005年3月1日 那賀町 | 2005年3月1日 那賀町 |
| 中木頭村            | 中木頭村             | 1951年1月1日 平谷村        | 1957年1月1日 上那賀町 | 2005年3月1日 那賀町 | 2005年3月1日 那賀町 |
| 上木頭村            |                      |                            | 1957年1月1日 上那賀町 | 2005年3月1日 那賀町 | 2005年3月1日 那賀町 |
| 1957年1月1日 木頭村 |                      |                            |                       | 2005年3月1日 那賀町 | 2005年3月1日 那賀町 |
| 奧木頭村            | 奧木頭村             | 1951年1月1日 木頭村        |                       | 2005年3月1日 那賀町 | 2005年3月1日 那賀町 |

## 行政

### 歷任首長
1. 日下正隆（2005年4月17日 - 2007年3月23日）：任內因盜領公款約4億日圓而辭職，後遭逮捕，現在服刑中。
2. 坂口博文（2007年 - 現任，現為第二任任期）

## 觀光資源

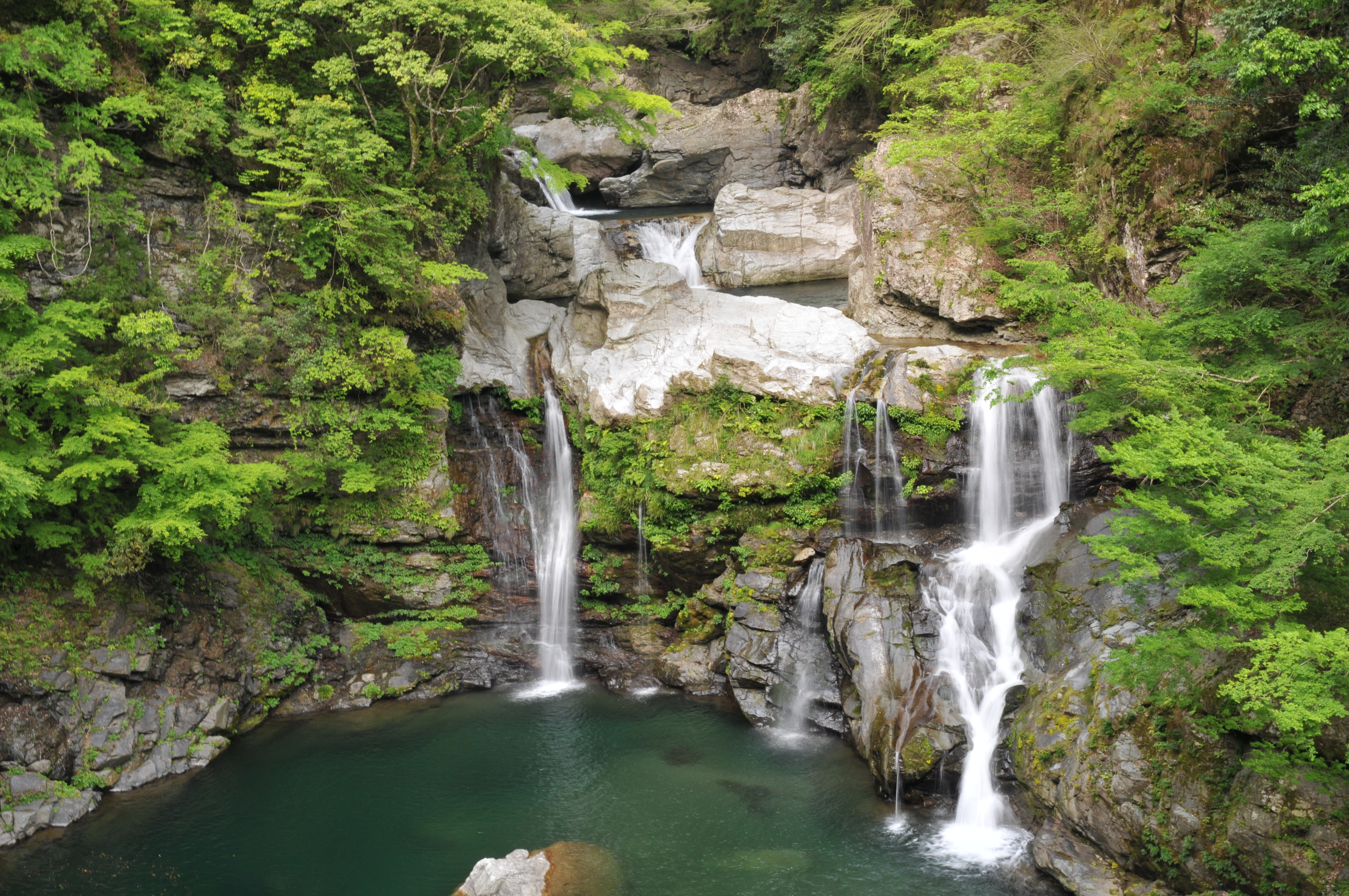
大轟瀑布

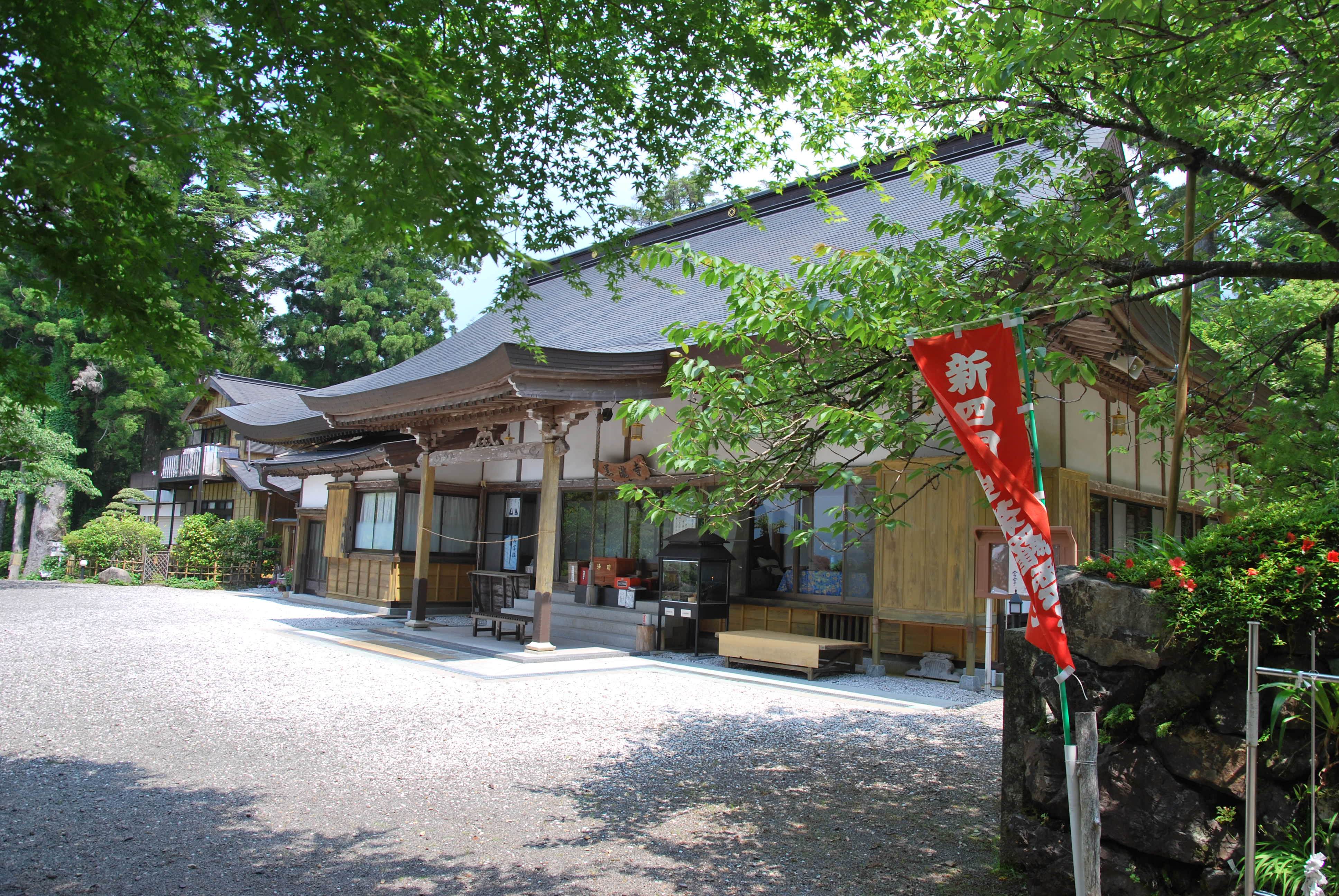
黑瀧寺本坊

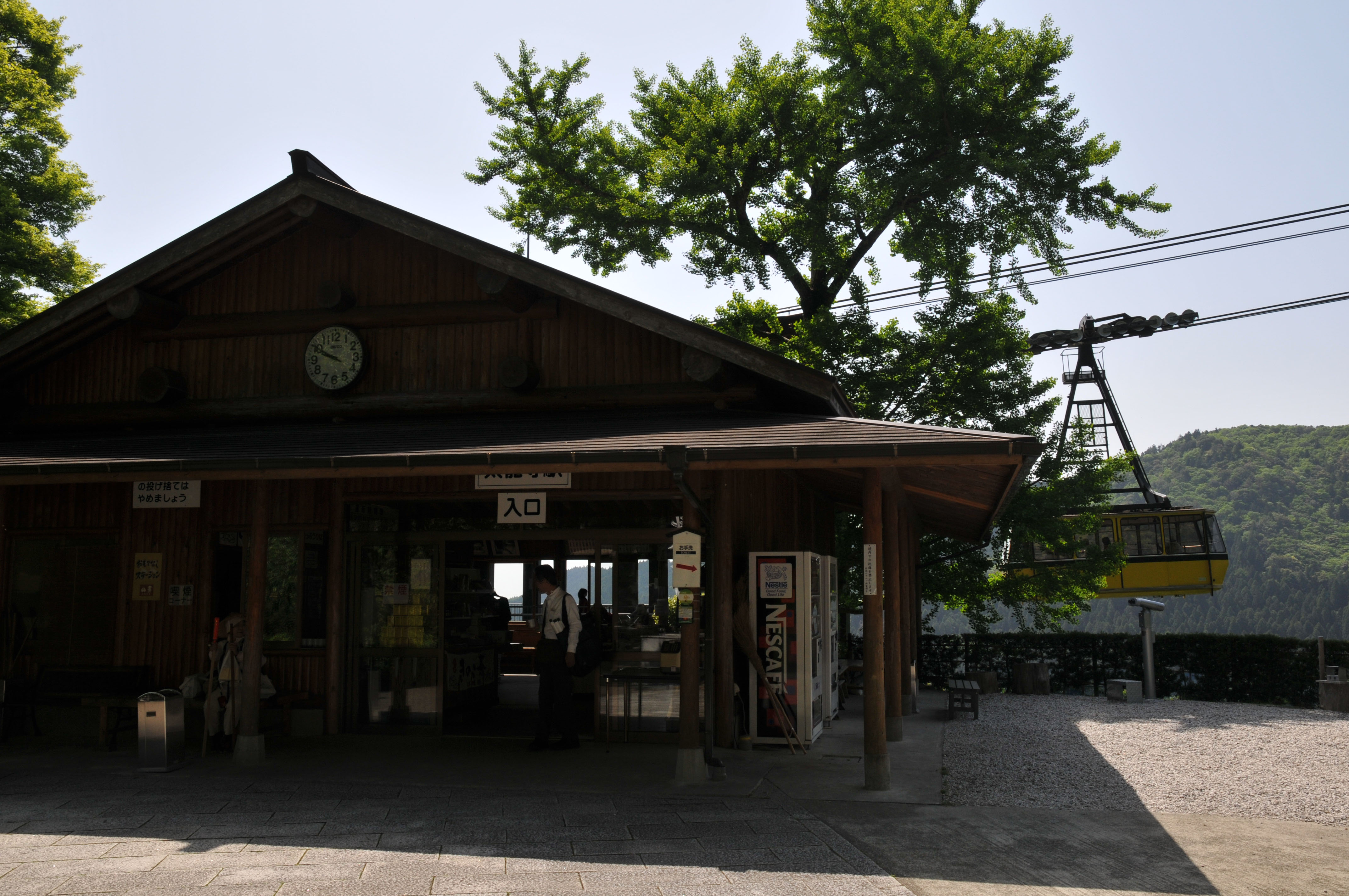
太龍寺纜車太龍寺站

- 鷲敷線：沿著那賀川搭乘觀光船順流而下的觀光行程。
- 釜谷峽：有日本瀑布百選之一的大釜瀑布和大轟瀑布。
- 高之瀨峽
- 槍戶峽
- 步危峽
- 紅葉川溪谷
- 黑瀑布
- 劍山超級林道：為日本最長的林道
- 太龍寺纜車：可前往阿南市的四國八十八箇所第21番太龍寺，為西日本最長的纜車。
- 黑瀧寺

## 教育
高等學校
- 德島縣立那賀高等學校

## 姊妹、友好城市

### 日本
- 釧路市（北海道）
過去舊鷲敷町與音別町由於兩地分別有大塚集團旗下大塚製藥和大塚食品的工廠，因此於1992年締結為姊妹都市；兩地先後於平成大合併中合併，因此在2005年9月2日，那賀町與釧路市再次締結為友好都市。[3]

## 本地出身之名人
- 湯淺和也：職業摔角選手
- 黑部光昭：職業足球選手
- 三馬正敏：獨木舟選手
- 谷口和也：獨木舟ー選手
- 中鄉大樹：職業棒球選手
- 古川武弘：銀行家、曾任阿波銀行會長

## 外部連結
- （日語） 那賀町觀光協會 （页面存档备份，存于）